# Cezary Trybanski
Cezary Trybanski (nacido el 22 de septiembre de 1979 en Varsovia) es un exjugador de baloncesto polaco que disputó 17 temporadas como profesional. Mide 2,18 metros y jugaba en la posición de pívot. Fue el primer jugador polaco en debutar en la NBA.

## Equipos
- 1999-2002:  Znicz Pruszków
- 2002-2003:  Memphis Grizzlies
- 2003-2004:  Phoenix Suns
- 2003-2004:  New York Knicks
- 2005-2007:  Tulsa 66ers
- 2007-2008:  Peristeri BC
- 2009-2010:  Reno Bighorns
- 2010-2011:  Ostrava
- 2012-2013:  BC Dzūkija
- 2013-2014:  Polpharma Starogard Gdansk
- 2014:  AZS Koszalin[2]
- 2014-2016:  Legia Varsovia